# Leah Halton
Pour les articles homonymes, voir Halton.
Leah Lucia Halton, née le 6 janvier 2001 en Melbourne, Australie, est une influenceuse australienne,.
Elle est principalement connue pour avoir fait une vidéo TikTok étant actuellement proche du milliard de vues sur la plateforme.